# Anne-Grete Strøm-Erichsen
Anne-Grete Hjelle Strøm-Erichsen, née le 21 octobre 1949, est une femme politique norvégienne, membre du Parti travailliste.
Elle a été ministre de la Défense entre le 17 octobre 2005 et le 20 octobre 2009, pendant le premier mandat du second gouvernement de Jens Stoltenberg. Nommée ministre de la Santé et des Soins le 20 octobre 2009, elle redevient, le 21 septembre 2012, ministre de la Défense, poste qu'elle occupe jusqu'en 2013.